# Kobanê (film)
Pour plus de détails, voir Fiche technique et Distribution.
Kobanê est un film de guerre kurde à propos de la bataille de Kobanê menée entre octobre 2014 et janvier 2015 par les  YPG et les YPJ défendant la ville contre les attaques des forces de l’État islamique.
Le film est réalisé par Özlem Yasar et produit par la Rojava Film Commune. Tourné à Al-Thawrah et Tebqa en Syrie, le film évoque principalement le rôle des femmes combattantes Kurdes au cours de la bataille.
La première projection du film a eu lieu le 20 septembre 2022 au Centre Culturel de Kobanê.

## Synopsis
Le film suit l'action de Zohra, une combattante des YPG âgée de 32 ans qui prend le commandement de son unité après que le commandant attitré ait fui le combat. Zohra conduit les forces kurdes à briser le siège de Kobane et à libérer la ville malgré la supériorité des forces de l'État islamique en nombre et en matériel.

## Fiche technique
- titre : Kobanê
- réalisation : Özlem Yasar
- scénario : Özlem Arzêba, Medya Doz
- production : Diyar Hesso
- musique : Mehmûd Berazî
- genre : film de guerre
- date de sortie :  20 septembre 2022, à Kobanê
- durée : 158 minutes
- pays de production : Syrie
- langue : Kurde

## Distribution
- Asif Ahmed
- Siyar Sêx Nebî
- Madlên Sêx Xidir
- Awar Elî